# Julije Balović
Julije Balović (Giulio Ballovich) (Perast, 24. ožujka 1672. – Perast, 10. rujna 1727.), hrvatski pisac kroničar i pomorski kapetan iz Crne Gore, sakupljač narodnih pjesama, prepisivač književnih djela Nećak Julija Balovića je povjesničar i pisac Andrija Markov, autor Annali di Pirusto (pravog naslova Povijest hrabroga plemenitoga peraštanskog naroda, iz Risanskoga zaljeva i Gornje Dalmacije, ili pak Crvene Hrvatske, talijanski Historia della valorosa Nobile Nazione Pirustina, del Seno Rezonnico e della Dalmazia Superiore, ò sia Croatia rubea), u kojem Julija Balovića spominje pod imenom Dentalio.

## Životopis
Rođen u hrvatskoj patricijskoj obitelji iz Perasta Balovićima.  Sin Matije, brat Ivana, Krsta, Tripa, Marka i Martina.
Obnašao dužnost gradskog suca u dva mandata. Bio je poslovni čovjek. Djelovao u mornarici gdje je bio brodski pisar, pilot i zapovjednik. Sudionik više pomorskih bitaka u mletačko-turskim ratovima i u bojevima s gusarima, u svojstvu kapetana peraških čuvara ratne zastave na mletačkom admiralskom brodu (1715–18). Za te borbe je više puta službeno pohvaljen. Posjedovao je brod S. Kristoforo.
U Mlecima je napisao dva pomorska priručnika (Pratichae schrivaneschae di me Giulio Ballovich Perastino, jedan iz 1693., drugi 1695.). Prvo izdanje sadrži usporedni rječnik talijanskog, hrvatskog, grčkog, albanskog i turskog jezika. Najcjelovitiji je talijansko-hrvatski rječnik i jedan od prvih te vrste u Hrvata.
Drugo izdanje sadrži dodatke. Sadrži abecede različnih jezika i pisama – grčkog, hrvatskog, asirskog, turskog i etiopskog te glagoljice, ćirilice i dr. Cvito Fisković spominje podatke o 23 lista s crtežima brodova, pomorskih sukoba i obalnog područja.
Pisao kroniku svog grada. U Peraškoj kronici je obuhvatio događaje od najstarijih vremena pa sve do njegovih dana. Dio rukopisa je u Perastu u crkvi sv. Nikole, a dio u Splitu. Kroniku je pisao od 1714.; smatralo ju se važnim izvorom, pa se njome služio i Frano Visković. Po ulozi koju je odigrao kao skupljač narodnih pjesama, može ga se okvalificirati jednim od najvažnijih predvukovskih skupljača narodnih pjesama.
Srećko Vulović prvi je objavio podatke o Balovićevim rukopisnim zbirkama. Devet bugarštica iz Balovićeve zbirke Vlaho Bogišić uvrstio je V. Bogišić u zbirku narodnih pjesama.
Napravio je prijepis Palmotićeve Danice iz 1692. godine. Napisao je priručnik za brodske pisare. Prikupio je knjigu narodne poezije i ostavio iza sebe kroniku Perasta.